# Vụ án thẩm mỹ viện Cát Tường
Vụ án thẩm mỹ viện Cát Tường là vụ án xảy ra tại một thẩm mỹ viện ở thành phố Hà Nội, khi một khách hàng đến cơ sở để phẫu thuật làm đẹp đã tử vong, sau đó bị phi tang và vứt xác vào ngày 19 tháng 10 năm 2013. Vụ việc tại thời điểm xảy ra đã gây nên tranh cãi vì mức độ nghiêm trọng cũng như tính tàn nhẫn của nó, không chỉ làm ảnh hưởng đến uy tín của ngành y tế Việt Nam nói chung mà còn thể hiện lỗ hổng trong việc quản lý các phòng khám tư nói riêng. Mức án cho những cá nhân liên quan đến vụ việc sau đó đã được công bố, lần lượt là 19 năm và 33 tháng tù đối với bác sĩ Nguyễn Mạnh Tường và bảo vệ cơ sở thẩm mỹ Đào Quang Khánh.

## Cá nhân liên quan
Nguyễn Mạnh Tường, sinh ngày 30 tháng 9 năm 1973 tại xã Nhân Khang, huyện Lý Nhân, tỉnh Hà Nam. Trước thời điểm xảy ra vụ việc, Tường đang là bác sĩ ngoại khoa làm việc tại Bệnh viện Bạch Mai. Ông cũng chủ sở hữu một thẩm mỹ viện có tên là Thẩm mỹ viện Cát Tường, đặt tại số 45 đường Giải Phóng, quận Hoàng Mai, Hà Nội. Cơ sở này bắt đầu hành nghề kinh doanh từ tháng 3 năm 2013. Ông là anh trai cả của gia đình, có em gái bị di chứng chất độc màu da cam và một người mẹ già ở quê; ngoài ra đang trong thời gian bảo vệ luận án tiến sĩ.
Trong thời gian thẩm mỹ viện còn hoạt động, Đào Quang Khánh (sinh năm 1996) đã được tuyển vào làm bảo vệ trông xe qua lời giới thiệu từ một người họ hàng. Nạn nhân của vụ án là Lê Thị Thanh Huyền (sinh năm 1974); thời điểm trước khi tử vong, cô sống cùng chồng và hai con trai ở Hà Nội.

## Diễn biến
Ngày 18 tháng 10 năm 2013, Lê Thị Thanh Huyền đến thẩm mỹ viện đặt cọc 50 triệu để tiến hành phẫu thuật hút mỡ bụng và nâng ngực thẩm mỹ, sau đó được tiến hành vào ngày 19 tháng 10. Bác sĩ Nguyễn Mạnh Tường, người thực hiện phẫu thuật, đã yêu cầu nhân viên pha năm lọ thuốc gây tê, thử phản ứng cho thấy kết quả bình thường liền tiêm thuốc để tiến hành. Khi phẫu thuật kết thúc, Huyền được đưa ra ngoài phòng chờ; khoảng 30 phút sau, thấy có biểu hiện co giật, nháy mắt, sùi bọt mép, Tường đã tiêm cho cô một mũi thuốc an thần loại Diafegam 10 mg. Đến khoảng 17:45 (GMT+7), do cơ thể bệnh nhân bị tím tái, khó bắt mạch cũng như không đo được huyết áp, nhân viên thẩm mỹ viện gọi điện cho Tường và được Tường chỉ định tiêm cho bệnh nhân hai ống thuốc trợ tim loại Adrenalin 2ml và hai ống thuốc chống dị ứng loại Dimedro 40 mg, truyền dịch muối 9% và cho thở oxy. Sau đó, Tường quay về thẩm mỹ viện cùng sự hỗ trợ của một bác sĩ nữa để cấp cứu nhưng bệnh nhân đã tử vong vào khoảng 18:00 cùng ngày.
Sau khi nạn nhân tử vong, Tường và bảo vệ trông xe Đào Quang Khánh đem xác nạn nhân đưa đến Bệnh viện Bưu Điện nhưng sợ đông người và do thi thể đã bị cứng nên không mang vào gửi. Khoảng 23:30, Tường nhờ một số nhân viên của trung tâm đưa thi thể lên xe ô tô chở đi, trong khi Khánh đi xe máy, mang theo túi xách nạn nhân với vợ của Tường theo sau. Khi đến khu vực đường Cổ Linh, phường Thạch Bàn, quận Long Biên, Khánh bỏ lại xe máy cùng túi xách, sau đó cùng Tường khiêng thi thể nạn nhân ra khỏi xe rồi thả xuống sông Hồng từ cầu Thanh Trì, bất chấp sự ngăn cản của vợ Tường. Khánh còn được cho là đã lấy cắp điện thoại của nạn nhân ngay tại thẩm mỹ viện.

## Bắt giữ và điều tra
Theo cơ quan điều tra Công an thành phố Hà Nội, sau khi xe máy cũng như túi xách bị bỏ lại, một người dân đã nhìn thấy và lần theo giấy tờ trong túi để tìm số gọi cho chồng nạn nhân. Người nhà nạn nhân sau đó đến xác nhận và lên trình báo với công an vào tối cùng ngày. Tới ngày 21 tháng 10, cơ quan điều tra đã xác định được việc nạn nhân có đến thẩm mỹ viện Cát Tường để phẫu thuật thẩm mỹ qua lời kể từ những người bạn của cô. Tối cùng ngày, một lệnh bắt giữ khẩn cấp đã được ban ra, Nguyễn Mạnh Tường sau đó bị bắt và giam giữ vì tình nghi giết người cùng Đào Quang Khánh vì hành vi đồng loã với nghi phạm. 15 nhân viên của thẩm mỹ viện cũng bị triệu tập để làm rõ các cá nhân có liên quan khác.
Vào ngày 31 tháng 10 năm 2013, Công an thành phố chính thức ra quyết định khởi tố Tường về hai tội danh "Vi phạm quy định về khám bệnh, chữa bệnh, sản xuất, pha chế thuốc, cấp phát thuốc, bán thuốc hoặc dịch vụ y tế khác" và "Xâm phạm thi thể, mồ mả, hài cốt", còn Khánh là về hai tội danh "Xâm phạm thi thể, mồ mả, hài cốt" và "Trộm cắp tài sản". Trong đó, mức án tối đa dành cho Tường là 20 năm tù, tuy nhiên vẫn có thể giảm xuống vì đến thời điểm xét xử thi thể của nạn nhân vẫn chưa tìm được. Ngày 18 tháng 7 năm 2014, xác của nạn nhân đã được tìm thấy tại một khu vực ven sông Hồng, với tình trạng đang bị phân hủy. Sau khi tìm thấy xác, một cuộc điều tra bổ sung được thực hiện, theo đó có sự điều chỉnh đối với các khoản tội danh ở khung hình phạt cao hơn.

## Xét xử
Sau khi bị truy tố với các tội danh ban đầu, một phiên xét xử sơ thẩm đã diễn ra vào ngày 14 tháng 4 năm 2014 nhưng bị tạm dừng vì thiếu thông tin trong một số tình tiết vụ án. Đến ngày 4 tháng 12 cùng năm, Viện kiểm sát nhân dân thành phố Hà Nội quyết định mở lại phiên xét xử với thời gian diễn ra trong vòng hai ngày. Nguyễn Mạnh Tường phải chịu 14 năm tù về tội “Vi phạm quy định về khám bệnh, chữa bệnh..." và 5 năm tù về tội "Xâm phạm thi thể, mồ mả, hài cốt"; tổng hợp hình phạt là 19 năm tù. Đào Quang Khánh phải chịu 24 tháng tù về tội "Xâm phạm thi thể, mồ mả, hài cốt" và 9 tháng tù về tội "Trộm cắp tài sản"; tổng hợp hình phạt là 33 tháng tù. Tường sau đó đã kháng cáo toàn bộ bản án sơ thẩm vì cho rằng tòa chưa xét xử đúng tội danh.
Ngày 11 tháng 9 năm 2015, Tòa án nhân dân cấp cao tại Hà Nội mở phiên tòa xét xử phúc thẩm; bác toàn bộ kháng cáo của bị cáo, giữ nguyên án phạt 19 năm tù ở phiên sơ thẩm trước đồng thời cấm hành nghề 5 năm sau khi ra tù. Tường cũng phải bồi thường 585 triệu đồng cho gia đình nạn nhân, trong đó chịu trách nhiệm chu cấp cho hai con của nạn nhân mỗi người một triệu một tháng cho đến khi đủ 18 tuổi. Đào Quang Khánh bị y án 33 tháng tù giam và đã mãn hạn tù vào năm 2017. Vợ của Tường cùng bác sĩ có tham gia vào quá trình cấp cứu cho nạn nhân được xác định không phạm tội và không bị điều tra xử lý hình sự.

## Hệ quả
Vụ việc sau khi xảy ra đã gây nên tranh cãi vì mức độ nghiêm trọng cũng như tính tàn nhẫn của nó, đồng thời gây tác động tiêu cực đến uy tín của ngành y tế Việt Nam nói chung và thể hiện lỗ hổng trong việc quản lý các phòng khám tư nói riêng. Ba cán bộ bị kỷ luật sau đó vì có liên quan đến vụ việc; nguyên Bộ trưởng Bộ Y tế bà Nguyễn Thị Kim Tiến đã nhận trách nhiệm về sự vụ tại một phiên chất vấn quốc hội.
Tranh cãi về việc cấp phép hoạt động đối với cơ sở thẩm mỹ cũng tạo nên nhiều ý kiến trái chiều khi Sở Y tế Hà Nội khẳng định thẩm mỹ viện chưa được cấp phép khám chữa bệnh, trong khi Trưởng phòng Y tế quận Hai Bà Trưng tiết lộ việc cơ sở này đã được cấp giấy phép đăng ký kinh doanh. Lãnh đạo đương nhiệm Bệnh viện Bạch Mai thì cho biết bệnh viện không rõ việc nhân viên có cơ sở thẩm mỹ riêng. Phía gia đình nạn nhân yêu cầu cần phải truy tố bị cáo về tội giết người, tuy nhiên điều này sau đó đã bị Viện kiểm sát từ chối, với lý do Tường chỉ làm phẫu thuật thẩm mỹ vì mục đích kinh tế, không phải cướp đoạt tính mạng nạn nhân.
Cùng trong năm 2014, hai dự án phim điện ảnh đã được công bố sản xuất và phát hành với tựa đề lần lượt là Scandal 2: Hào quang trở lại của Victor Vũ và Mất xác của Đỗ Thành An, với tuyên bố lấy cảm hứng từ vụ án. Điều này sau đó đã gây nên ý kiến trái chiều về tính ăn theo "thiếu nhân văn" và "câu khách" người xem. Bộ phim truyền hình phát sóng vào năm 2021 Mặt nạ gương cũng có nhiều tình tiết được cho là giống với diễn biến của vụ án.